# Zargo Touré
Zargo Touré (Pikine, 11 de novembro de 1989) é um futebolista profissional senegalês que atua como meia, atualmente defende o FC Lorient.

## Carreira
Zargo Touré fez parte do elenco da Seleção Senegalesa de Futebol nas Olimpíadas de 2012.